# Bethlehem Steel FC

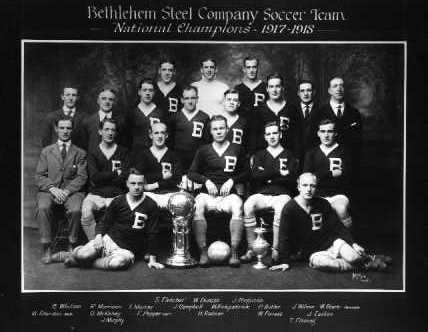
Titelvinnarna säsongen 1917/1918.

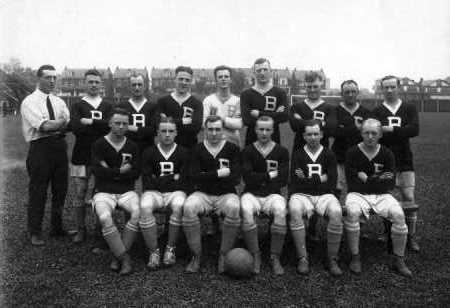
Fotografi från cirka juli 1921.

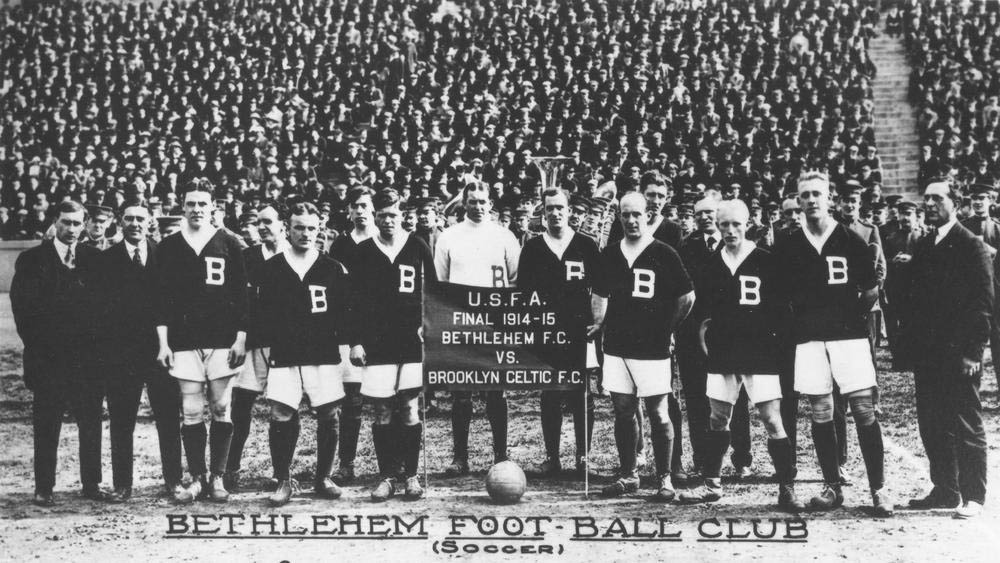
Bethlehem Steel uppställda inför finalen mot Brooklyn Celtic säsongen 1914/1915.

Bethlehem Steel FC var en fotbollsklubb i USA. Klubben bildades 1907, och hette ursprungligen Bethlehem FC fram till 1915. Sponsor var Bethlehem Steel, och laget spelade ursprungligen sina hemmamatcher East End Field i Bethlehem, Pennsylvania, i Lehighdalen.

## Historik
Spelet fotboll kom till Bethlehem, Pennsylvania 1904, enligt en artikel i The Bethlehem Globe från 2 juni 1925. Fotbollen blev populär i staden, och stålarbetarna startade ett lag. Den 17 november 1907, spelade Bethlehem Football Club sin första officiella match, och åkte på stryk med 2-11 mot proffsklubben West Hudson AA. 1913 var stålföretaget med och skapade Bethlehem Steel Athletic Field, en USA:s första riktiga fotbollsarenor. 1914 var Charles Schwab, stålföretagets ägare, med och gjorde laget professionellt, och använde sina förmögenheter till att värva flera framgångsrika spelare, och laget bytte namn till Bethlehem Steel Football Club. Slutligen kom man även att skaffa sig brittiska spelare, närmare bestämt från England och Skottland. Från 1911 till 1915 var klubben med i Allied American Foot Ball Association innan man gick med i American Soccer League of Philadelphia inför säsongen 1915/1916. Bethlehem Steel ingick sedan inte i någon liga från 1916 till 1917, och spelade endast träningsmatcher och deltog i cupspel. 1917 gick man med i National Association Foot Ball League. 1921 var flera lag från NAFBL och andra regionala ligor med och startade American Soccer League. Fastän laget var ett av sin tids starkare i ligan, beslutade ägarna att upplösta klubben, och flytta spelare och ledning till Philadelphia för att tävla under namnet Philadelphia Field Club.
Fastän Philadelphia vann det första ASL-mästerskapet, fick klubben ekonomiska problem, och publiksiffrorna sjönk. Ägarna flyttade därför tillbaka klubben till Bethlehem, Pennsylvania kommande år, och antog det gamla namnet. 1925 bojkottade laget, samt övriga ASL, National Challenge Cup. Detta skapade visa spänningar inom United States Football Association, men ledde inte till några större splittringar. 1928 bojkottade laget återigen Challenge Cup. Då Bethlehem Steel valde att inte delta i bojkotten, uteslöts man från ligan. Under USFA:s ledarskap, gick Bethlehem Steel samman med två andra uteslutna klubbar från Southern New York State Soccer Association och bildade Eastern Soccer League. Dessa handlingar, som ingick i de så kallade "Fotbollskrigen" 1928-1929, samt Stora depressionen, ledde slutligen till att ASL, ESL och Bethlehem Steel FC upplöstes. Då Bethlehem Steel återinträdde i ASL 1929 hade man stora problem, och klubben försattes i konkurs efter vårsäsongen 1930.
I februari 2013 presenterade Philadelphia Union i Major League Soccer en tredje matchdräkt, som påminde om den som Bethlehem Steel FC spelade i. Matchdräkten är främst svart och vit och innehåller ett unions-emblemblem samt ett Bethlehem Steel FC-märke.

## Meriter
- Ligamästare
  - Etta (9): 1913, 1914, 1915, 1919, 1920, 1921, 1927, 1929, Hösten 1929
  - Tvåa (5): 1916, 1918, 1923, 1924, 1925

- National Challenge Cup
  - Etta (5): 1915, 1916, 1918, 1919, 1926
  - Tvåa (1): 1917

- American Cup
  - Etta (6): 1914, 1916, 1917, 1918, 1919, 1924
  - Tvåa (1): 1920

- Lewis Cup
  - Etta (1): 1928

- Allied Amateur Cup
  - Etta (1): 1914
  - Tvåa (1): 1912

## Tränare
- Harry Trend: 1909
- Carpenter: 1913
- William Sheridan: -1924
- Jimmy Easton: 1924-
- William Sheridan: 1930

## Berömda spelare
- Tommy Fleming
- Findlay Kerr
- Erik Levin
- Alex Massie
- Robert Millar
- Harry Ratican
- Archie Stark

### Fotnoter
1. 1 2  ”Bethlehem Steel Soccer Club Archive”. Web.archive.org. Arkiverad från originalet den 27 oktober 2009. https://web.archive.org/web/20091027132652/http://bethlehemsteelsoccer.org/. Läst 7 juni 2013.
2. ↑  ”"Schwab corners football stars" at ''The New York Times'', August 2, 1914”. New York Times. 2 augusti 1914. http://query.nytimes.com/mem/archive-free/pdf?res=9804E2D9133DE333A25751C0A96E9C946596D6CF. Läst 7 juni 2013.
3. ↑  ”"Jersey Week: Union pay homage to Bethlehem Steel with retro 3rd shirt" at MLS official website, 26 February 2013”. Mlssoccer.com. 26 februari 2013. http://www.mlssoccer.com/news/article/2013/02/26/jersey-week-philadelphia-union-unveil-new-retro-3rd-jersey. Läst 7 juni 2013.
4. ↑  Lehigh Valley. ”"Philadelphia Union honors Bethlehem Steel soccer club on new jerseys", LehighValley.com, 28 February 2013”. Lehighvalleylive.com. http://www.lehighvalleylive.com/sports/index.ssf/2013/02/philadelphia_union_honor_bethl.html. Läst 7 juni 2013.
5. ↑  Stephen Barron (7 juli 2012). ”"The Philadelphia Union: Following the Ghosts of Bethlehem's Soccer Tradition" by Stephen Barrow, 7 July 2012”. Bethlehem.patch.com. https://patch.com/pennsylvania/bethlehem/bp--the-philadelphia-union-following-the-ghosts-of-be4df1f2417a. Läst 7 juni 2013.
6. ↑  Jonathan Tannenwald, Philly.com. ”"Philadelphia Union unveil new third jersey, inspired by Bethlehem Steel", Philly.com, 26 February 2013”. Philly.com. http://www.philly.com/philly/blogs/thegoalkeeper/Is-this-the-Philadelphia-Unions-new-third-jersey.html. Läst 7 juni 2013.
7. ↑  ”"Philadelphia Union Adidas Third Jersey 2013" at TodosobreCamisetas website”. Todosobrecamisetas.blogspot.com.ar. http://todosobrecamisetas.blogspot.com.ar/2013/02/junto-con-el-toronto-fc-new-york-red.html. Läst 7 juni 2013.